# Rosław Szczawiński
Rosław Szczawiński herbu Prawdzic – podstarości gostyniński.
Poseł województwa rawskiego na sejm 1578 roku. 